# Powiat świdwiński
Powiat świdwiński (Świdwin Distrikt) er en powiat i Polen i województwo zachodniopomorskie (Vestpommern). Świdwin er hovedby i powiaten, der i alt indeholder seks gminaer. Arealet er 1.093,06 km², og indbyggertallet er på 49.181 pr. 2012.